# Яроно
Яроно (также Яранго) — упразднённая деревня на территории Приуральского района Ямало-Ненецкого автономного округа России.

## География
Расположена была на правом берегу реки Ёркатаяха, впадающей в Байдарацкую губу Карского моря, в 102 км к северо-востоку от бывшего центра Байдарацкого сельсовета, посёлка Щучье (по прямой), в 188 км к северо-востоку от райцентра, села Аксарка (по прямой), и в 215 км к северо-востоку от города Салехарда (по прямой).
В 11 км к западу от бывшей деревни находится озеро Табортато, в 19 км к востоку — озеро Томбойто.

## История
Относилась к Байдарацкому сельсовету с центром в посёлке Щучье.
В 2006 году деревня Яроно была упразднена в связи с прекращением существования этого населённого пункта.

## Население
| 1989 | 2002 |
| ---- | ---- |
| 154  | ↘0   |